# Las Navas de la Concepción
Pour les articles homonymes, voir Navas.
Las Navas de la Concepción est une commune située dans la province de Séville de la communauté autonome d’Andalousie en Espagne.

## Culture

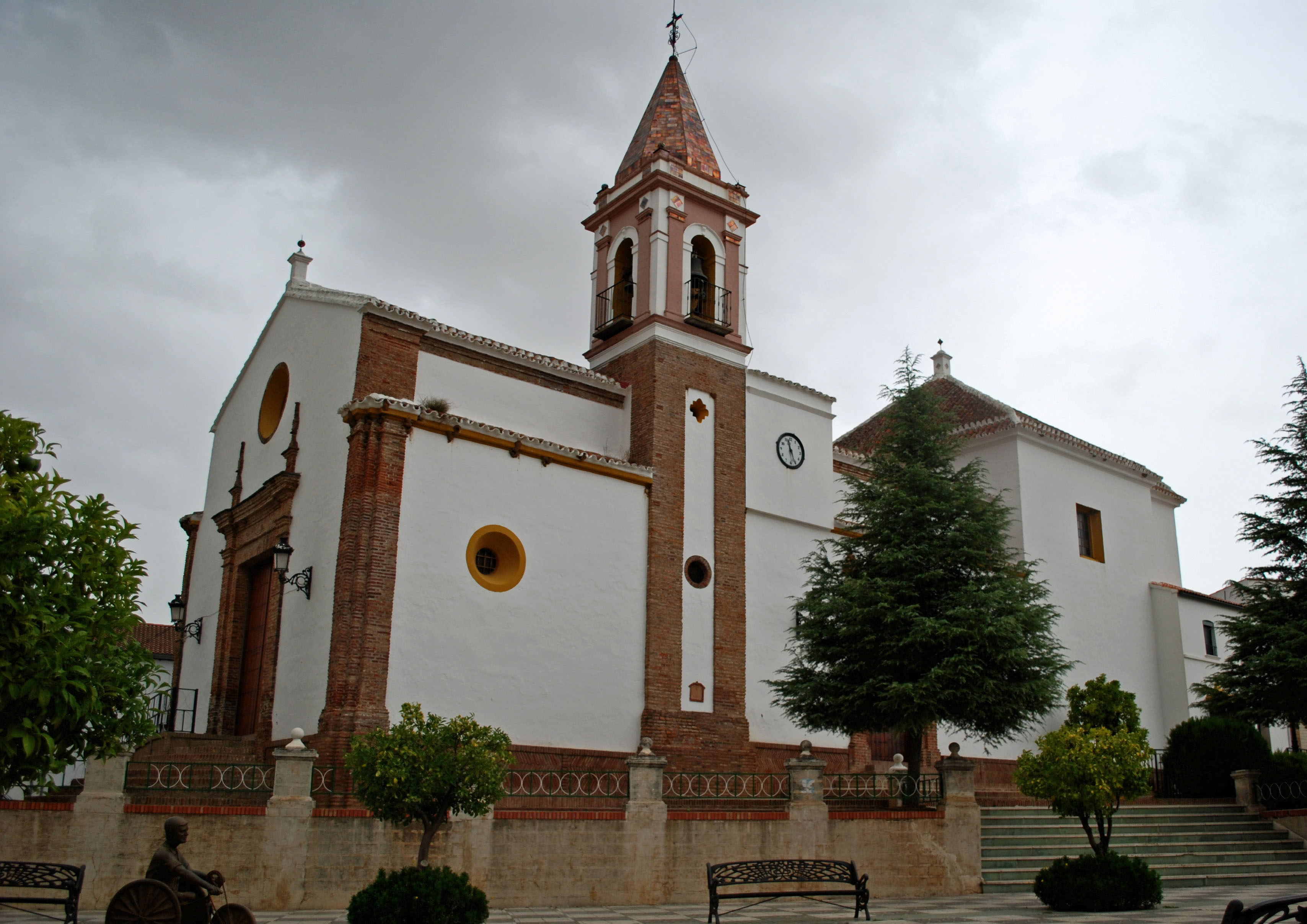
Église de l'Immaculé Conception de Las Navas.

## Administration
| Période                                  | Période | Identité | Étiquette | Qualité |
| ---------------------------------------- | ------- | -------- | --------- | ------- |
| N/A                                      | N/A     | N/A      | N/A       | Maire   |
| Les données manquantes sont à compléter. |         |          |           |         |

## Sources
- (es) Cet article est partiellement ou en totalité issu de l’article de Wikipédia en espagnol intitulé « Las Navas de la Concepción » (voir la liste des auteurs).